# 奧弗涅女伯爵讓娜一世
讓娜一世（法語：Jeanne Ire d'Auvergne，1326年5月8日—1360年9月29日），奧弗涅、布洛涅女伯爵，透過與約翰二世的婚姻成為法國王后。
讓娜一世的第一任丈夫是菲利普，勃艮第公爵厄德四世唯一存活的兒子。讓娜一世與菲利普的兒子菲利普一世於1346年出生，但同年菲利普於艾吉永圍城戰中陣亡。年幼的菲利普一世於1349年繼承祖父厄德四世的公國，由讓娜一世攝政。1350年讓娜一世與約翰二世結婚，兩人沒有（存活的）子女。